# Sävsjön (Bräkne-Hoby socken, Blekinge)
Sävsjön är en sjö i Ronneby kommun i Blekinge och ingår i Bräkneåns huvudavrinningsområde. Sjön är 15,5 meter djup, har en yta på 0,216 kvadratkilometer och befinner sig 69,4 meter över havet. Sjön avvattnas av vattendraget Sävsjöå.

## Delavrinningsområde
Sävsjön ingår i det delavrinningsområde (624505-145615) som SMHI kallar för Mynnar i Bräkneån. Medelhöjden är 74 meter över havet och ytan är 6,34 kvadratkilometer. Det finns inga avrinningsområden uppströms utan avrinningsområdet är högsta punkten. Sävsjöå som avvattnar avrinningsområdet har biflödesordning 2, vilket innebär att vattnet flödar genom totalt 2 vattendrag innan det når havet efter 22 kilometer. Avrinningsområdet består mestadels av skog (80 %). Avrinningsområdet har 1,58 kvadratkilometer vattenytor vilket ger det en sjöprocent på 3,5 %.